# (37744) 1996 XU14
1996 أكس يو 14 (ويعرف أيضًا باسم (37744) 1996 أكس يو 14 وفق تسمية الكوكب الصغير) (بالإنجليزية: 1996 XU14)‏ هو كويكب ضمن حزام الكويكبات؛ وترتيبه 37744 من حيث الاكتشاف.
اكتُشف هذا الجُرم الفلكي بواسطة Carl W. Hergenrother ‏ في 8 ديسمبر 1996.

## وصلات خارجية
- (37744) 1996 XU14 في قاعدة بيانات مختبر الدفع النفاث لأجرام النظام الشمسي الصغيرة

- الاكتشاف · مخطط المدار ·  العناصر المدارية · المعلمات المادية

- (37744) 1996 XU14 على موقع ويكي سكاي: DSS2, SDSS, GALEX, IRAS, Hydrogen α, X-Ray, Astrophoto, Sky Map, Articles and images